# Voszeggeroest
De voszeggeroest (Puccinia vulpinae)  is een autoecische schimmel behorend tot de familie Pucciniaceae. De schimmel is een endoparasiet van het Achillea, Tanacetum en Carex.  Hij is bekend van Wilde bertram (Achillea ptarmica), Boerenwormkruid (Tanacetum vulgare) en Voszegge (Carex vulpina).

## Kenmerken
Spermogonia groeien aan de bovenkant van het blad van Achillea en Tanacetum in oranjerode groepen. Aecia zijn cilindrisch van vorm en staan in onderzijdige kringen. De aeciosporen zijn oranjerood. De uredinia komen aan de onderkant van het blad voor en zijn oranjerood. Urediniosporen heft twee kiemporen, voorbij de middenlijn gelegen en omgeven door een glad gebied. De telia komen eveneens aan de onderzijde van het blad voor en zijn goudbruin. Teliosporen zijn tweecellig, op een blijvende steel die meet ongeveer de helft van de spore.

## Verspreiding
De schimmel is alleen bekend uit Europa. In Nederland komt de schimmel uiterst zeldzaam voor.